# Dysstroma volutata
Dysstroma volutata är en fjärilsart som beskrevs av Louis Beethoven Prout 1914. Dysstroma volutata ingår i släktet Dysstroma och familjen mätare. Inga underarter finns listade i Catalogue of Life.